# Немиров Борис Степанович
Бори́с Степа́нович Неми́ров (17 січня 1934, Болотний, Новосибірська область, РРФСР — 22 жовтня 2013, Архангельськ, Росія) — український радянський та український яхтсмен, заслужений майстер спорту СРСР, капітан яхти «Ікар», яка першою в історії СРСР здійснила навколосвітню подорож.

## Життєпис
У 1951 році закінчив школу. Вперше побачив море в Одесі. Навчався в Миколаївському кораблебудівному інституті (МКІ). Займався вітрильним спортом. По закінченні інституту почав працювати помічником майстра на Чорноморському суднобудівному заводі.
З 1957 року — конструктор ЦКБ «Прогрес», начальник сектору. З 1966 року навчався в очній аспірантурі МКІ, одночасно працював на кафедрі конструкції корпусу корабля МКІ, з 1970 року — викладач МКІ.
1970 року заснував в МКІ студентське конструкторське бюро «Яхта» і надалі був його науковим керівником. Бюро займалося розробкою проектів вітрильно-моторних нетипових суден.
Капітан головної яхти МКІ «Арктика». Разом з екіпажами із студентів і викладачів 1975 року виграв змагання на кубок Чорного моря. 1976 року екіпаж яхти «Арктика» вперше серед радянських яхт пройшов з Чорного моря в Середземне. Обійшов найпівденнішу точку Європи — мис Тенарон (Матапан) і дійшов до Югославського порту Спліт. Заходив на Канарські острови.
Керував проектуванням яхти Ікар в студентському конструкторському бюро. Будівництво яхти було розпочате 1979 року, спуск відбувся в 1984 році. Допомогу в організації будівництва надав ректор МКІ М. М. Александров.
Був особисто знайомий з Георгієм Георгієвим, болгарським яхтсменом, що здійснив плавання навкруги земної кулі наодинці.
9 вересня 1987 року на яхті «Ікар» з командою з 7 чоловік (капітан Борис Немиров) вийшов з Миколаєва і вперше в СРСР почав навколосвітнє плавання за маршрутом: Миколаїв — острів Тенерифе — острів Тасманія — мис Горн — острів Святої Олени — острів Тенерифе — порт Сеута — острів Мальта — Афіни — Варна — Миколаїв. 31 липня 1988 року плавання було завершене.
Разом з екіпажем яхти «Ікар» був нагороджений Золотою медаллю Радянського фонду Миру.
1992 року разом з яхтою «Ікар» брав участь в гранд-регаті «Колумбус-92», присвяченій 500-річчю відкриття Америки, в якій «Ікар» посів третє місце, вперше під прапором незалежної України здійснивши похід до Нью-Йорка і назад. За 182 дні «Ікар» подолав понад 15 тисяч миль.
У 2000 році брав участь в регаті «Рейс-2000».
Останні роки життя мешкав в місті Архангельську (Росія).

## Нагороди і почесні звання
- Заслужений майстер вітрильного спорту СРСР (1988).
- Почесний громадянин міста Миколаєва (22.07.1988).
- Золота медаль Радянського комітету захисту миру і Радянського фонду миру[3].

## Родина
Був одружений, є батьком двох доньок. Дружина — Віра Федорівна Немирова, конструктор суднобудування. Старша донька, Катерина, навчалась в миколаївській середній школ № 13, ходила з батьком на яхтах, капітан далекого плавання. Менша донька, Ганна, закінчила МКІ.